# Fundacja Auschwitz-Birkenau
Fundacja Auschwitz-Birkenau – utworzona w 2009 roku przez Władysława Bartoszewskiego, gromadzi i operuje funduszem żelaznym, z którego dochodów jest finansowany długofalowy, globalny program konserwacji Miejsca Pamięci Auschwitz-Birkenau.

## Cele Fundacji
Głównym celem Fundacji jest dbałość o Miejsce Pamięci – teren i pozostałości dawnego KL Auschwitz I i Auschwitz II Birkenau znajdujących się pod opieką Państwowego Muzeum Auschwitz-Birkenau w Oświęcimiu (...) oraz wspieranie misji Muzeum.
Cel ten realizowany jest przede wszystkim poprzez zbieranie funduszy na konserwację oraz finansowanie konserwacji. Fundusze pozyskiwane są na Fundusz Wieczysty Fundacji. Według założeń Fundacji, coroczne odsetki (ok. 4–5 milionów euro) od Funduszu wielkości 120 milionów euro, pozwoliłyby na planowe i systematyczne prace konserwatorskie. w latach 2018-2019 założenia te wzrosły do ok. 180 milionów euro, ze względu na niskie oprocentowanie obligacji na rynku światowym.

## Reakcje świata
Fundacja została zarejestrowana w Warszawie w kwietniu 2009, ale już dwa miesiące wcześniej, premier Donald Tusk rozesłał listy do kilkudziesięciu krajów z prośbą o wsparcie konstrukcji żelaznego funduszu w planowanej wysokości 120 milionów euro.
- 16 grudnia 2009 Niemcy podjęły decyzję wspólną, federalno-landową, o przekazaniu na ten Fundusz 60 milionów euro, w pięciu równych ratach, w latach 2011–2016[2]. Natomiast w czerwcu 2010 roku Niemcy zdecydowały się przekazać dodatkowe 120 tysięcy euro na koszty prowadzenia biura Fundacji[3]. W grudniu 2019 roku, na dziesięciolecie Fundacji, kanclerz Angela Merkel zapowiedziała przekazanie dalszych 60 milionów euro[4]. Umowa przewidująca wpłacenie tej sumy w ciągu dwóch lat została podpisana pomiędzy Heiko Maas a Piotrem Cywińskim 16 czerwca 2020, w ambasadzie Niemiec w Warszawie[5]. Tym samym wkład RFN w fundusz wieczysty wzrósł do 120 milionów euro.
- W lutym 2010 Austria zapowiedziała wpłatę 4 milionów euro.
- W lipcu 2010 Stany Zjednoczone zadeklarowały 15 milionów dolarów (ok. 12,2 miliona euro)[6].
- W maju 2011 Wielka Brytania zadeklarowała wsparcie funduszu wieczystego Fundacji kwotą 2,15 miliona funtów brytyjskich (ok. 2,41 miliona euro)[7], którą to sumę następnie podniosła do 3,1 miliona funtów.
- 5 października 2011 prezydent Polski Bronisław Komorowski podpisał specjalną ustawę (popartą wcześniej przez wszystkie kluby sejmowe oraz Senat) w wyniku której Polska wsparła Fundusz kwotą 10 milionów euro, co stanowi ok. 5,5 procent całego Funduszu Wieczystego[8].
- Premier Izraela Beniamin Netanjahu zadeklarował wsparcie w kwocie 3,6 miliona nowych szekli (ok. miliona dolarów)[9].
- W grudniu 2011 premier Francji zadeklarował 5 mln euro wsparcia[10].

- Rosja wzmocniła ów fundusz kwotą miliona dolarów.
- Szwajcaria - milionem euro.
- Włochy - milionem euro.

Mniejsze sumy pochodzą też z Australii, Argentyny, Azerbejdżanu, Belgii, Bułgarii, Czech, Cypru, Estonii, Finlandii, Grecji, Gruzji, Hiszpanii, Holandii, Irlandii, Kanady, Liechtensteinu, Litwy, Luksemburga, Malty, Monako, Norwegii, Nowej Zelandii, Portugalii, Słowacji, Szwecji, Turcji, Watykanu, Węgier.
Oraz od miast: Paryża i Boulogne-Billancourt, Londyn a także osób prywatnych (m.in. tzw. Filarów Pamięci).
W sumie fundusz wieczysty Fundacji wynosi aktualnie trochę ponad 180 milionów euro, które są inwestowane, głównie w obligacje. Z dochodów pochodzących z tych inwestycji są prowadzone prace konserwatorskie w ramach Muzeum Auschwitz-Birkenau.

## Organy Fundacji
Prezesem Fundacji jest dr Piotr Cywiński. W Radzie Fundacji zasiadają: Marcin Barcz, Daniel Benjamin, Eleonora Bergman, Jacek Kastelaniec, Serge Klarsfeld, Edward Kosakowski, Paweł Machcewicz, Zbigniew Nosowski, Jürgen Rüttgers, abp Grzegorz Ryś, Józef Wancer, Marek Zając (przewodniczący Rady).
Członkami Rady byli także jej fundator Władysław Bartoszewski, a także Piotr Kadlčik, Agnieszka Magdziak-Miszewska, Kalman Sultanik, Henryk Flug, Wojciech Soczewica, Henryk Wujec, abp Józef Życiński.
Prace Fundacji monitoruje Komitet Międzynarodowy, w skład którego wchodzą przedstawiciele państw, których rządy przekazali bądź przekażą środki na Fundusz Wieczysty Fundacji.